# Adaina zephyria
Adaina zephyria là một loài bướm đêm trong họ Pterophoridae. Loài bướm đêm này được tìm thấy ở California, México (Oaxaca), Peru (Huanaca), Venezuela, Bolivia, Costa Rica và Ecuador.. Con trưởng thành có sải cánh dài 14–17 mm. Con trưởng thành bay vào tháng 1 đến tháng 5 và 9, 10 trong năm. Con trưởng thành có màu trắng hơi nâu nhưng đầu hơi đậm hơn ở trước và nhạt giữa các râu.